# Die nackten Superhexen vom Rio Amore
Die nackten Superhexen vom Rio Amore ist ein spanisch-deutscher Sexfilm von Jess Franco aus dem Jahre 1981 mit Ursula Buchfellner und Katja Bienert.

## Handlung
Die junge Deutsche Betsy, die sich in den schmucken Ron verliebt hat, wird von der grausamen Nebenbuhlerin Sheila in einem Bordell gefangen gehalten, wo sie immer wieder vergewaltigt wird. Auch ihre Schwester Linda, die gerade aus dem Kloster kommt und sich sofort auf einen Dreier mit einem jungen Mann und dessen Freundin einlässt, gerät in die Sexfalle. Auf Fluchtversuche folgen erneute Vergewaltigungen, doch recht bald naht Rettung in Gestalt des tapferen Ron.

## Kritik
„Eine Geschichte so dumm wie der Titel; nicht Erotik, sondern eine einschläfernde Nummernrevue wird geboten.“, schreibt das Lexikon des internationalen Films